# Antas de Ulla
Antas de Ulla är en kommun i Spanien.  Den ligger i provinsen Lugo i den autonoma regionen Galicien i nordvästra delen av landet, 400 km nordväst om huvudstaden Madrid. Antalet invånare är 1 822 (2024). Arean är 103,60 kvadratkilometer. Antas de Ulla gränsar till Palas de Rei, Monterroso, Taboada, Agolada och Rodeiro. 